# Павел I (Русия)
Вижте пояснителната страница за други личности с името Павел I.
Павел I Петрович (на руски: Па́вел I Петро́вич) е император на Русия (1796 – 1801) от династията Холщайн-Готорп-Романов.

## Произход и женитби
Павел Петрович е роден през 1754 г. в Санкт Петербург в семейството на престолонаследника Петър Фьодорович и бъдещата императрица Екатерина Алексеевна.
През 1773 г. се жени за Вилхелмина фон Хесен-Дармщат (Наталия Алексеевна), но тя умира малко по-късно при раждане. През 1776 г. се жени повторно за София Доротея фон Вюртемберг (Мария Фьодоровна). През 1781 – 1782 г. двамата предприемат пътуване в Западна Европа, а след завръщането си Павел прекарва много време в своето имение в Гатчина, където организира по пруски образец собствена военна част.

## Управление
Павел става император след смъртта на майка си Екатерина през ноември 1796 г. През първата година от управлението си той отменя много от приетите от нея мерки. Армията, изпратена срещу Персия, е върната месец след идването му на власт, а баща му Петър III е погребан тържествено в Петропавловската катедрала.
Павел I е избран за велик магистър на Малтийския орден, на който предоставя убежище в Русия, след като е прогонен от Малта от Наполеон Бонапарт. Той се включва и във втората коалиция срещу Франция по време на Наполеоновите войни, като през 1798 г. изпраща в Италия и Швейцария руски войски, водени от Александър Суворов. През 1801 г. променя политиката си и преминава към неутралитет, но остава враждебен към Великобритания, като дори организира неуспешен поход на казашки части към Индия.
През март 1801 г. Павел I е убит в резултат на заговор, организиран от Петър Пален, Никита Панин и Осип Дерибас. Наследен е от сина си Александър I.

## Деца
| Име                 | Раждане | Смърт | Бележки |
| ------------------- | ------- | ----- | --- |
| От Мария Фьодоровна |         |       | |
| Александър I        | 1777    | 1825  | император на Русия; женен за принцеса Луиза фон Баден                                                                               |
| Константин Павлович | 1779    | 1831  | отказва се от правата си върху трона през 1822; женен за Юлиана фон Сакс-Кобург-Заалфелд, след развод – за Йохана Грудна-Грудчинска |
| Александра Павловна | 1783    | 1801  | женена за ерцхерцог Йозеф Антон, син на император Леополд II                                                                        |
| Елена Павловна      | 1784    | 1803  | женена за Фридрих, херцог на Мекленбург-Шверин                                                                                      |
| Мария Павловна      | 1786    | 1859  | женена за Карл Фридрих, велик херцог на Саксония-Ваймар-Айзенах                                                                     |
| Екатерина Павловна  | 1788    | 1819  | женена за Петер, херцог на Олденбург, по-късно – за Вилхелм I, крал на Вюртемберг                                                   |
| Олга Павловна       | 1792    | 1825  | |
| Анна Павловна       | 1795    | 1865  | женена за Вилем II, крал на Нидерландия                                                                                             |
| Николай I           | 1796    | 1855  | император на Русия; женен за принцеса Шарлота Пруска                                                                                |
| Михаил Павлович     | 1798    | 1849  | женен за Шарлота фон Вюртемберг |